# Eulalia leschenaultiana
Eulalia leschenaultiana là một loài thực vật có hoa trong họ Hòa thảo. Loài này được (Decne.) Ohwi mô tả khoa học đầu tiên năm 1947.